# Lại Văn Cử
Lại Văn Cử () là nhà quản lý kinh tế, Đảng viên Đảng Cộng sản Việt Nam, Bộ trưởng Chủ nhiệm Văn phòng Chính phủ Việt Nam.

## Quá trình công tác
Ông từng giữ các chức vụ Thứ trưởng Văn phòng Chính phủ phụ trách Cục Dự trữ Quốc gia (1990 – 1993). Ông được cử làm Bộ trưởng Chủ nhiệm Văn phòng Chính phủ từ 6/11/1996 – 15/3/1999 (thay Lê Xuân Trinh, được thay bởi Đoàn Mạnh Giao vì lí do sức khỏe).